# Kenny Saief
Kenneth Hasan Saief, detto Kenny (in arabo حسن كينيث "كيني" سيف‎?, in ebraico קנט חסן "קני" סייף‎?; Panama City, 17 dicembre 1993), è un calciatore israeliano naturalizzato statunitense, centrocampista o attaccante del Maccabi Haifa.

## Carriera

### Nazionale
Saief ha fatto parte delle rappresentative giovanili d'Israele Under-16, Under-18, Under-19 e Under-21. Nel 2016 viene convocato nella nazionale maggiore, disputando due gare amichevoli contro Croazia e Serbia. Il 22 giugno 2017 la FIFA gli concede di poter vestire la maglia della nazionale statunitense. Contestualmente a tale decisione viene convocato per prendere parte alla Gold Cup con la nazionale nordamericana, cui dovrà rinunciare a causa di un infortunio. Debutta con la nuova maglia il 1º luglio seguente nell'amichevole vinta per 2-1 contro il Ghana.

## Palmarès

### Club

#### Competizioni nazionali
- Campionato belga: 1

Gent: 2014-2015
- Supercoppa del Belgio: 1

Gent: 2015